# Pavel Vaculík
Pavel Vaculík (21. ledna 1949 Brno – 14. listopadu 2022) byl český hudební skladatel, dramaturg, aranžér a pianista. Stál mimo jiné za hudebními začátky Ivety Bartošové a Petra Sepešiho, které spolu s Felixem Slováčkem poprvé viděli na Jihlavské písni 1983. Psal písně ale i pro zpěváky jako byli Karel Gott, Waldemar Matuška, Helena Vondráčková, Hana Zagorová, Jana Kratochvílová, Lucie Bílá nebo Bára Basiková.
Studoval skladbu a hru na klavír na Pražské konzervatoři, v Římě a na AMU v Praze. Roku 1978 začal pracovat v Československém rozhlase. Ve spolupráci s TOČR pokračoval i po sametové revoluci. Skládal téměř vše, od znělek až po soundtracky rozhlasových inscenací, po revoluci se zaměřil i na koncertování.
Mezi jeho největší hity patří zejména skladby napsané v 80. letech 20. století – např. „Jdi hned ráno“ pro Janu Kratochvílovou nebo „Knoflíky lásky“ a „Červenám“ pro Ivetu Bartošovou a Petra Sepešiho.
Jeho manželkou byla Jiřina Krejčíková, dcera slavného režiséra Jiřího Krejčíka.